# Монтањола (Напуљ)
Монтањола је насеље у Италији у округу Напуљ, региону Кампанија.
Према процени из 2011. у насељу је живело 428 становника. Насеље се налази на надморској висини од 68 м.